# Monument a Jaume III
El monument a Jaume III de Mallorca està ubicat a la ciutat de Llucmajor, Mallorca.
El monument representa l'infant Jaume IV de Mallorca que, amb una mà sosté el cos del seu pare Jaume III de Mallorca mort a la batalla de Llucmajor, en la qual perdé el regne a mans de Pere IV el Cerimoniós, oncle i cunyat del rei mort. En l'altra mà flameja al vent la bandera del Regne de Mallorca.
El conjunt arquitectònic s'aixeca sobre una columna de pedra viva i fou obrat en bronze per l'escultor Josep Maria Camps i Arnau a partir del projecte de l'arquitecte Joan Rubió i Bellver, deixeble i ajudant d'Antoni Gaudí. Està situat a l'extrem superior del Passeig Jaume III de Llucmajor. Fou inaugurat el 18 d'octubre de 1927 coincidint amb l'aniversari de la mort de Jaume III.